# The Massacre of St Bartholomew's Eve
The Massacre of St Bartholomew's Eve (Le Massacre de la Saint-Barthélemy) est le vingt-deuxième épisode de la première série de la série télévisée britannique de science-fiction Doctor Who, diffusé pour la première fois en quatre parties hebdomadaires du 5 au 26 février 1966. Écrit par le scénariste John Lucarotti et remanié par le scénariste Donald Tosh, cet épisode, se déroulant dans la France du XVIe siècle a été totalement perdu par la BBC.

## Accroche
Paris, en l'an 1572, alors que le Docteur est parti voir les avancées d'un apothicaire s'intéressant aux microbes, Steven se retrouve mêlé à un groupe de huguenots, quelques jours avant le massacre de la Saint-Barthélemy.

## Distribution
- William Hartnell — Le Docteur / L'abbé d'Amboise
- Peter Purves — Steven Taylor
- Jackie Lane  —  Dodo Chaplet
- Barry Justice — Charles IX de France
- Joan Young — Catherine de Médicis
- Leonard Sachs — L'amiral de Coligny
- André Morell — Le Maréchal Tavannes
- Michael Bilton — Teligny
- Erik Chitty — Charles Preslin
- Eric Thompson (acteur) — Gaston, Vicomtes de Lerans
- David Weston — Nicholas Muss
- John Tillinger — Simon Duvall
- Christopher Tranchell — Roger Colbert
- Annette Robinson — Anne Chaplet
- Cynthia Etherington — La Vieille Femme
- Edwin Finn — Le propriétaire
- Clive Cazes — Le Capitaine de la garde
- Reginald Jessup — Servante
- Norman Claridge — Prêtre
- John Slavid — Officer
- Will Stampe, Ernest Smith — Hommes
- Jack Tarran, Leslie Bates — Gardes

## Résumé

### War of God
Arrivant dans le Paris de 1572, Steven et le Docteur se rendent dans une taverne. Le Docteur décide d’aller rendre visite à un apothicaire du nom de Preslin, dont les recherches sur les microbes l'intéressent. Au moment où il sort, Steven aperçoit un homme qui le suit. Steven souhaite enquêter sur cette histoire, mais il est retenu par le propriétaire de la taverne qui veut qu'on le paye. C'est alors qu'une jeune servante huguenote, Anne Chaplet, entre dans la taverne, poursuivie par des gardes. Celle-ci est au service de l'abbé d'Amboise et aurait entendu parler d'un massacre perpétré dans sa ville natale. Steven, ainsi que Gaston et Nicholas, deux huguenots avec lesquels il a sympathisé, décident de la protéger. 
Le Docteur rencontre Preslin. Celui-ci se montre méfiant, pensant qu'il va être accusé d'hérésie, mais il se ravise lorsque le Docteur lui parle de science. Le Docteur n'étant toujours pas revenu à la taverne et le couvre-feu étant imminent, Steven accepte l'invitation de Gaston et Nicholas de dormir chez leur maître, l'amiral de Coligny. Un espion dans la taverne, Simon Duval, vient en informer l'abbé d'Amboise qui se trouve être le parfait sosie du Docteur. 

### The Sea Beggar
Le lendemain, chez l’amiral de Coligny, Gaston et Nicholas, bavardent de la possibilité d’un massacre des huguenots par les catholiques dans les jours à venir à la suite des dires de Anne. Steven leur demande de l’aide pour se rendre à l’échoppe de Preslin et retrouver le Docteur. Mais, apercevant, par la fenêtre l’abbé d’Amboise, il le prend pour celui-ci. Gaston et Nicholas l’accusent alors d’être un espion catholique. Steven se rend donc chez Preslin avec Nicholas afin d'en avoir le cœur net, mais devant le témoignage des voisins qui jurent que la maison est vide, les doutes de Nicholas s'amplifient et Steven est forcé de prendre la fuite. 
Pendant ce temps là, à la cour de Charles IX, l'amiral de Coligny persuade le roi de pouvoir faire alliance avec la Hollande contre l'Espagne. De retour d'une réunion avec la reine Catherine de Médicis, Simon, Roger Colbert et le maréchal de Tavannes parlent de la mort prochaine d'un traître qu'ils surnomment "the sea beggar" ("le mendiant des mers"). Steven surprenant leur conversation en informe Gaston mais celui-ci refuse de le croire et le chasse en sortant son épée. Cette insistance à vouloir faire de Steven un espion va dégoûter Anne, qui s’enfuira rejoindre Steven. Tous deux se cachent dans la maison abandonnée de Preslin. De retour de son entretien avec le roi, Coligny affirme à Gaston que le roi l'a surnommé "le mendiant des mers".

### Priest of Death
Après une nuit passée dans l’échoppe abandonnée de Preslin, Steven convainc Anne d'aller voir l’abbé, toujours persuadé qu’il s’agit du Docteur déguisé. Anne finit par accepter et déguise Steven, mais sur place, ils surprennent une conversation qui leur apprend que les catholiques vont tenter d’assassiner Coligny. De plus, l'abbé ne semble pas reconnaitre Steven, mais celui-ci prend cela pour une feinte. Steven s’empresse d’aller prévenir Nicholas et ensemble, ils retrouvent Coligny juste au moment où celui-ci se fait tirer dessus. 
Le roi Charles IX apprend la blessure de l'amiral en plein milieu d'une partie de tennis ce qui l'énerve furieusement, il comprend trop tard que la reine mère et Tavannes sont derrière tout cela et qu'ils accusent les huguenots d'être cause de l'instabilité du royaume. De retour chez lui, Coligny est soigné et sa vie n'est plus en danger mais il reste faible. Tenant l'abbé d'Amboise pour la cause de l'échec de cet attentat, le maréchal de Tavannes le fait tuer par ses gardes. Steven retrouve le corps de celui-ci dans la rue, pendant que la colère commence à gronder dans la ville contre ce meurtre que la foule attribue aux huguenots. Pris à partie par la foule, Steven s'enfuit, désespéré. 

### Bell of Doom
Steven retrouve Anne à l’échoppe et lui annonce la mort du Docteur. Ils cherchent ensemble les vêtements de celui-ci, espérant y trouver la clé du TARDIS, quand le Docteur, bien en vie, fait son apparition. Anne ayant parlé des fêtes de la Saint-Barthélemy se déroulant le jour même, le Docteur lui demande l'année, fait le lien et l'envoie se cacher chez sa tante. Il enjoint à Steven de le suivre et de retourner au TARDIS.
À peine sont-ils partis que le massacre des huguenots, planifié par la reine mère et par le maréchal Tavannes sous couvert de l'autorisation du roi, s'abat sur la ville de Paris. Dans le TARDIS, le Docteur explique à Steven le bilan du massacre de la Saint-Barthélemy auquel ils ont échappé. Steven reproche au Docteur sa passivité, mais celui-ci lui explique qu'il ne pouvait changer l'Histoire. Écœuré que le Docteur n'ait pas au moins sauvé Anne Chaplet, Steven lui demande de le débarquer à leur prochain voyage, sans même chercher à savoir où ils se trouvent. Le Docteur se retrouve alors seul, lorsqu'une jeune fille entre dans le TARDIS afin d'alerter la police sur un accident dont elle a été témoin. Le retour de Steven dans le TARDIS obligera le Docteur a décoller et à emmener la jeune fille avec eux. Elle dit s'appeler « Dodo », un diminutif pour Dorothée Chaplet, ce qui en ferait la descendante d'une Anne qui aurait donc réchappé au massacre.

## Continuité
- Steven dit revenir d'Égypte, un pays qu'il a effectivement traversé dans l'épisode « The Daleks' Master Plan »
- Laissé seul, le Docteur fait la liste des compagnons qui l'ont suivi comme Susan, Vicki, Ian et Barbara et évoque le fait qu'il ne puisse pas retourner sur sa planète d'origine. Au passage, il trouve que Dodo a une certaine ressemblance avec Susan.
- Cet épisode voit dans les 4 dernières minutes la première apparition de Dodo Chaplet, future compagnon du Docteur. Il semblerait qu'il s'agisse d'une des descendantes d'Anne Chaplet, mais la logique voudrait qu'Anne n'ait pas gardé son nom de famille. Le Docteur reste assez évasif sur cette possibilité.
- Selon le livre Doctor Who: Companions de David J. Howe et Mark Stammers, cet épisode aurait dû faire apparaître William Russell et Jacqueline Hill dans leur rôle de Ian Chesterton et Barbara Wright. Ils auraient dû être témoin de l'entrée de Dodo dans la cabine de police et de la dématérialisation du TARDIS. La scène était prévue mais n'a pas été filmée.